# Headfirst for halos
«Headfirst for halos» es la sexta pista y tercer sencillo del álbum I brought you my bullets, you brought me your love de la banda My Chemical Romance. 
La canción es una oda irónica al suicidio, considerando que la música es muy rápida y la letra está cargada de palabras de desesperación completa. Gerard Way dice que es la canción más importante del disco. En algunos conciertos, esta canción es escindida en dos, tocando aparte la estrofa que dice «think happy thoughts».
La portada del sencillo se vio en el primer vídeo musical de I'm not okay (I promise),perteneciente al álbum  Three cheers for sweet revenge.El sencillo fue lanzado en formato CD,así como una edición limitada en vinilo de 7".

## Lista de canciones
1. «Headfirst for halos»
2. «Our Lady of Sorrows» (en vivo)

## Significado
La canción habla sobre la depresión y la contemplación del suicidio. Las letras «now the red ones make me fly, and the blue ones help me fall» («ahora los rojos me hacen volar, y los azules me ayudan a caer») pueden referirse a los antidepresivos. Otra posibilidad es que «los rojos» sean Adderall, llamadas «sales de anfetamina» (aunque se describe mejor como color naranja). Estos fármacos son altamente prescritos para adolescentes e incluso preadolescentes con trastorno por déficit de atención con hiperactividad; estos se encuentran en la «Lista II» en el Acta de Substancias Controladas y son muy similares a las anfetaminas, por lo que tienen un gran potencial de abuso. Las pastillas azules pueden ser la popular zolpidem para dormir bien; son altamente prescritos por los médicos. 
Gerard Way ha dicho: «Esta canción habla sobre el suicidio, sobre no hacerlo». La frase «think happy thoughts» («piensa pensamientos felices») se refiere a que hay que pensar cosas felices para evitar el suicidio.
Una rareza de esta canción es que se asocia mucho con el personaje de cuentos Campanita de la famosa obra Peter Pan ya que a la línea «fall on your tongue like pixie dust» («cae en tu lengua como polvo de hadas») sigue la frase «just think happy thoughts and we'll fly home» («solo ten pensamientos alegres y volaremos a casa»). En el cuento de Peter Pan, aparte del polvo de hadas se requería de una «idea feliz» para que se pudiera volar libremente.